# 萨菲东
萨菲东（Safidon），是印度哈里亚纳邦Jind县的一个城镇。总人口27542（2001年）。

## 人口
该地2001年总人口27542人，其中男性14799人，女性12743人；0—6岁人口3939人，其中男2215人，女1724人；识字率65.27%，其中男性为71.24%，女性为58.33%。